# Michael Edwards (poète)
Pour les articles homonymes, voir Michael Edwards et Edwards.
Michael Edwards, né à Barnes, près de Londres et de la Tamise, le 29 avril 1938, est un poète, critique littéraire, traducteur et professeur franco-britannique.
Il est membre de l'Académie française depuis 2013.

## Biographie
Edwards fait ses études au Kingston Grammar School, fondée par Élisabeth Ire et à l'université de Cambridge, où il publie ses premiers poèmes et ses premiers articles. Après une thèse sur Jean Racine et quatre années passées en France (1961-1965), il enseigne le français, l'anglais et la littérature comparée à l'université de Warwick jusqu'en 2002, il est professeur au Collège de France à la chaire d'Étude de la création littéraire en langue anglaise.   
Il est fait chevalier par la reine Elizabeth II en 2014, avec le titre de « Sir Michael Edwards ».  
Ses livres, sur la littérature, d'Homère à aujourd'hui, la peinture, la musique, le langage, la Bible, et sur certains thèmes philosophiques, cherchent à développer une nouvelle vision chrétienne de la vie et de la culture. Il s'interroge également sur les rapports entre les langues, et sur les représentations du monde dont elles sont porteuses. 
Bénéficiant des deux nationalités et bilingue, il utilise dans son œuvre poétique le français et l'anglais, parfois les deux dans le cadre d'un même ouvrage (par exemple dans Rivage mobile). 
Il est candidat à la succession de Bertrand Poirot-Delpech à l'Académie française mais n'obtient que huit voix lors de l'élection (blanche) du 7 février 2008. Il se représente sans succès le 26 avril 2012 au fauteuil 40, vacant à la suite du décès de Pierre-Jean Rémy ; il obtient cette fois le plus grand nombre de voix (onze), sans éviter une nouvelle élection blanche. Il présente une nouvelle candidature le 21 février 2013 au fauteuil de Jean Dutourd ; il y est élu, devenant ainsi le premier Immortel d'origine britannique.
Il est reçu sous la Coupole le 22 mai 2014 par Frédéric Vitoux. Il prononce le Discours sur la vertu en 2015 ; il est délégué à la séance de rentrée des Cinq Académies du 23 octobre 2018 Le sommeil de Neptune). Il appartient également à la commission du Dictionnaire.
Sur son épée d'académicien est gravée une expression de Spinoza, « Agir bien et être joyeux ». 
En tant que poète chrétien, Edwards voit dans l'art une entre-vision de la nouvelle terre que promet la Bible à la fin des temps. Pour lui, le christianisme donne la clef de ce que pressentent tant de poètes non chrétiens, cette perception d'une autre dimension dans le réel.

## Décorations
- Chevalier de la Légion d'honneur
- Commandeur de l'ordre des Arts et des Lettres (juillet 2013)
- Officier de l'ordre de l'Empire britannique
- Knight Bachelor

## Œuvres
- La Tragédie racinienne, Paris, La Pensée universelle, 1972
- To Kindle the Starling, Solihull, Aquila, 1972
- Eliot/Language, Portree, Aquila, 1975
- Where, Breakish, Aquila, 1975
- The Ballad of Mobb Conroy, Portree, Aquila, 1977
- Towards a Christian Poetics, Londres, Macmillan, 1984
- The Magic, Unquiet Body, Portree, Aquila, 1985
- Poetry and Possibility, Londres, Macmillan, 1988
- Of Making Many Books, Londres, Macmillan, 1990
- Raymond Mason, Londres et New York, Thames & Hudson; Paris, Cercle d'Art, 1994
- Éloge de l'attente, Paris, Belin, 1996
- De Poetica Christiana, Budapest, Hermeuneutikai Kutatokozpont, 1997
- Beckett ou Le Don des langues, Montpellier, Espaces 34, 1998
- Leçons de poésie, Paris, Presses universitaires de France, 2001
- Sur un vers d'"Hamlet", Leçon inaugurale de la Chaire européenne, Paris, Collège de France, 2001
- Ombres de lune : réflexions sur la création littéraire, Montpellier, Espaces 34, 2001
- Un monde même et autre, Paris, Desclée de Brouwer, 2002
- Rivage mobile, Orbey, Arfuyen, 2003
- Terre de poésie, Montpellier, Espaces 34, 2003
- Shakespeare et la Comédie de l'émerveillement, Paris, Desclée de Brouwer, 2003
- Étude de la création littéraire en langue anglaise, "Leçons inaugurales du Collège de France", Paris, Collège de France/Fayard, 2004
- Racine et Shakespeare, Paris, Presses universitaires de France, 2004
- Shakespeare et l'œuvre de la tragédie, Paris, Belin, 2005
- Le Génie de la poésie anglaise, Paris, Le Livre de poche, 2006; Les Belles Lettres, 2014
- Coéditeur, co-traducteur, Edgar Allan Poe, Histoires, Essais, Poèmes, Paris, Le Livre de Poche, "La Pochothèque", 2006
- De l'émerveillement, Paris, Fayard, 2008
- À la racine du feu/At the Root of Fire, Choix de poèmes, édition bilingue, Paris, Caractères, coll. Planètes, 2009
- Shakespeare : le poète au théâtre, Paris, Fayard, 2009
- L'Étrangèreté, CD, Paris, Gallimard, "à voix haute", 2010
- Trilogie (piécette). Théâtre et poésie, Paris, TNP/Cheyne Éditeur, 2010
- Le Bonheur d'être ici, Paris, Fayard, 2011
- Le Rire de Molière, Paris, De Fallois, 2012
- Paris aubaine, Clichy, Éditions de Corlevour, 2012
- Discours de réception à l'Académie française, Paris, De Fallois, 2015
- Bible et poésie, Paris, De Fallois, 2016
- L'Infiniment proche, Clichy, Éditions de Corlevour, 2016
- Dialogues singuliers sur la langue française, Paris, Presses universitaires de France, 2016
- Molière et Shakespeare, Paris, Anne Rideau Editions, 2016
- At the Brasserie Lipp, Manchester, Carcanet, 2019
- Pour un christianisme intempestif, Paris, De Fallois, 2020

### Vidéographie, audiographie
- Entretien avec Michael Edwards, sur France Culture, émission « Éloge du savoir » diffusée le 30 juin 2016 (téléchargeable) [audio] [MP3]